# Істпорт (Мен)
Істпорт (англ. Eastport) — місто (англ. city) в США, в окрузі Вашингтон штату Мен. Населення — 1288 осіб (2020).

## Географія
Істпорт розташований за координатами 44°54′39″ пн. ш. 67°0′32″ зх. д. / 44.91083° пн. ш. 67.00889° зх. д. (44.910958, -67.008913).  За даними Бюро перепису населення США в 2010 році місто мало площу 31,95 км², з яких 9,40 км² — суходіл та 22,55 км² — водойми.

### Клімат
Місто знаходиться у зоні, котра характеризується вологим континентальним кліматом з теплим літом. Найтепліший місяць — серпень із середньою температурою 17.8 °C (64.1 °F). Найхолодніший місяць — січень, із середньою температурою -5.7 °С (21.7 °F).
| Клімат Істпорта         | Клімат Істпорта | Клімат Істпорта | Клімат Істпорта | Клімат Істпорта | Клімат Істпорта | Клімат Істпорта | Клімат Істпорта | Клімат Істпорта | Клімат Істпорта | Клімат Істпорта | Клімат Істпорта | Клімат Істпорта | Клімат Істпорта |
| Показник                | Січ.            | Лют.            | Бер.            | Квіт.           | Трав.           | Черв.           | Лип.            | Серп.           | Вер.            | Жовт.           | Лист.           | Груд.           | Рік             |
| Абсолютний максимум, °C | 14              | 12              | 24              | 27              | 32              | 33              | 33              | 33              | 33              | 28              | 21              | 15              | 33              |
| Середній максимум, °C   | −1,2            | 0,1             | 3,9             | 9,8             | 15,5            | 20,3            | 23,4            | 23,2            | 19,2            | 13,3            | 7,8             | 2               | 11,5            |
| Середня температура, °C | −5,7            | −4,3            | −0,3            | 5,3             | 10,3            | 14,7            | 17,8            | 17,8            | 14,3            | 9               | 4,1             | −2,1            | 6,8             |
| Середній мінімум, °C    | −10,2           | −8,6            | −4,6            | 0,8             | 5,2             | 9,1             | 12,1            | 12,4            | 9,4             | 4,7             | 0,3             | −6,2            | 2,1             |
| Абсолютний мінімум, °C  | −26             | −25             | −16             | −16             | −4              | −1              | 6               | 5               | −1              | −5              | −13             | −22             | −26             |
| Норма опадів, мм        | 96.5            | 78.7            | 104.1           | 94              | 96.5            | 94              | 76.2            | 78.7            | 104.1           | 111.8           | 124.5           | 109.2           | 1163.3          |
| Днів з опадами          | 12,8            | 10,7            | 11,7            | 11,9            | 12,8            | 12,8            | 11,1            | 10,2            | 10,1            | 10,9            | 12,2            | 13,5            | 140,7           |
| Днів з дощем            | 7               | 6               | 6               | 6               | 6               | 5               | 5               | 5               | 5               | 5               | 5               | 6               | 73              |
| Днів зі снігом          | 7,4             | 6,4             | 5,3             | 2,2             | 0,1             | 0               | 0               | 0               | 0               | 0               | 1,3             | 6,3             | 29              |
| Вологість повітря, %    | 76              | 76              | 76              | 77              | 79              | 82              | 85              | 84              | 84              | 80              | 79              | 77              | 80              |
| ----------------------- | --------------- | --------------- | --------------- | --------------- | --------------- | --------------- | --------------- | --------------- | --------------- | --------------- | --------------- | --------------- | --------------- |
| Джерело: Weatherbase    |                 |                 |                 |                 |                 |                 |                 |                 |                 |                 |                 |                 |                 |

## Демографія
Згідно з переписом 2010 року, у місті мешкала 1331 особа в 670 домогосподарствах у складі 355 родин. Густота населення становила 42 особи/км².  Було 1083 помешкання (34/км²).
Расовий склад населення:
| - 92,0 % — білих - 3,6 % — корінних американців - 0,8 % — чорних або афроамериканців - 0,5 % — азіатів |

До двох чи більше рас належало 2,7 %. Частка іспаномовних становила 0,9 % від усіх жителів.
За віковим діапазоном населення розподілялося таким чином: 14,2 % — особи молодші 18 років, 59,1 % — особи у віці 18—64 років, 26,7 % — особи у віці 65 років та старші. Медіана віку мешканця становила 54,5 року. На 100 осіб жіночої статі у місті припадало 88,8 чоловіків;  на 100 жінок у віці від 18 років та старших — 86,9 чоловіків також старших 18 років.
Середній дохід на одне домашнє господарство  становив 41 600 доларів США (медіана — 32 188), а середній дохід на одну сім'ю — 59 116 доларів (медіана — 47 778). Медіана доходів становила 35 417 доларів для чоловіків та 30 125 доларів для жінок. За межею бідності перебувало 21,5 % осіб, у тому числі 19,5 % дітей у віці до 18 років та 11,5 % осіб у віці 65 років та старших.
Цивільне працевлаштоване населення становило 522 особи. Основні галузі зайнятості: освіта, охорона здоров'я та соціальна допомога — 32,4 %, роздрібна торгівля — 15,7 %, транспорт — 9,4 %, мистецтво, розваги та відпочинок — 8,8 %.